# Большой Саввинский переулок
Большо́й Са́ввинский переу́лок — улица в центре Москвы в Хамовниках между 2-м переулком Тружеников и Погодинской улицей.

## Происхождение названия
Малый и Большой Саввинские переулки получили название во второй половине XIX века по находившейся здесь церкви Святого Саввы (известна с 1454 года, снесена в 1931 году), патриаршей слободы Саввина (Саввинского) монастыря XV—XVII веков (примерное расположение — современный адрес Большой Саввинский переулок, 14).

## Описание
Большой Саввинский переулок отходит под острым углом от 1-го переулка Тружеников в непосредственной близости от 2-го переулка Тружеников, пересекает его, проходит на юго-запад параллельно Погодинской улице и Саввинской набережной, направо от него отходит переулок Льва Выготского, затем поворачивает на юг и выходит на Погодинскую.

## Примечательные здания и сооружения
По нечётной стороне:
- № 3 — реставрационная организация «Эска»;
- № 9 — Приют для неизлечимо больных женщин с церковью во имя иконы Божьей матери «Всех Скорбящих Радость» (1904, архитектор М. А. Дурнов)[1], сейчас — издательский дом «Любимая книга»; журналы «Антиквариат», «Digital Camera», «Dolce Vita», «Если»; студии озвучивания и дубляжа «Новамедиа», «КупиГолос»;
- № 15 — Приют имени митрополита Сергия с церковью преподобного Сергия Радонежского (1899—1901, архитектор С. У. Соловьёв), ныне — НИИ экологии человека и гигиены окружающей среды имени А. Н. Сысина

По чётной стороне:
- 2-4-6, стр. 2 —Усадьба Грачевых. Главный дом. Современный вид

- 2-4-6, стр. 10 — Головной офис Нового Московского банка.

- 2-4-6, стр. 13—16 — главный дом с мезонином городской усадьбы Ганешиных (Грачевых) и два одинаковых одноэтажных флигеля, 1816—1817, 1834, 1843, 1849-1850, 1879-80 гг.
- № 6 — усадебный дом (1816, архитектор А. Д. Грачёв)[1]
- 8, стр. 5 — Бывший жилой дом В.П. Золотарёва., 1880 г. (деревянный, архитектор С.И. Архангельский)
- № 10 — Учебное здание (1911, архитектор В. Н. Башкиров)
- № 12 — Фабричные здания Товарищества Гюбнера (1880-е, архитектор В. Г. Залесский; пристройка — архитектор А. О. Гунст)